# Miconia bahiana
Miconia bahiana é uma espécie de planta da família Melastomataceae que ocorre apenas nas florestas estacionais do sul da Bahia.